# Aeranthes dentiens
Aeranthes dentiens är en orkidéart som beskrevs av Heinrich Gustav Reichenbach. Aeranthes dentiens ingår i släktet Aeranthes och familjen orkidéer. Inga underarter finns listade i Catalogue of Life.